# Vincenz Aladár Richter
Vincenz Aladár Richter ( 1868 - 1927 ) fue un botánico, pteridólogo, y médico esloveno. Fue jefe del Departamento de botánica del Museo Nacional de Hungría. Realizó estudios fisiológicos y anatómicos de raíces aéreas, con especial atención a la cofia.
Fue docente privado en la Universidad de Budapest.
- La abreviatura «V.A.Richt.» se emplea para indicar a Vincenz Aladár Richter como autoridad en la descripción y clasificación científica de los vegetales.[2]